# Техасские рейнджеры

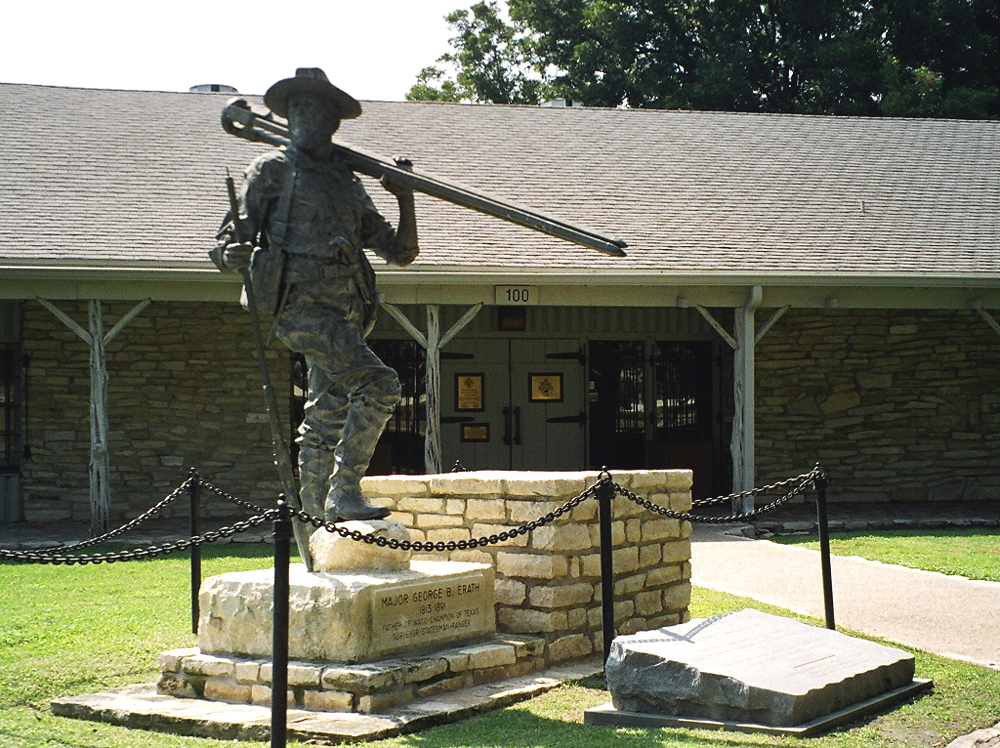
Памятник рейнджеру.

Техасские рейнджеры — основное подразделение в техасском Департаменте общественной безопасности, занимающееся расследованием уголовных преступлений, поимкой разыскиваемых преступников, восстановлением общественного порядка, а также помогающее местным полицейским властям и выполняющее другие полицейские функции.
Базируется в Остине.

## История

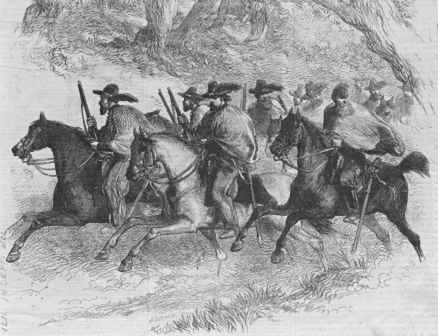
Группа техасских рейнджеров. XIX век

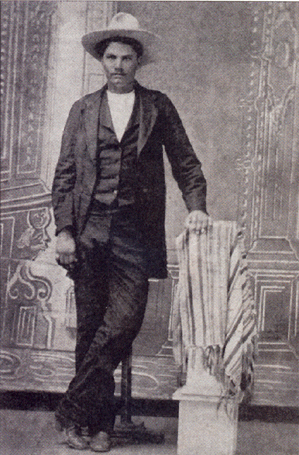
Джон Уэсли Хардин, арестованный позднее техасскими рейнджерами.

Первое неформальное подразделение техасских рейнджеров было создано «отцом Техаса» Стивеном Ф. Остином в 1823 году для защиты американских переселенцев на территории Техаса, принадлежавшего в то время Мексике. Официально организовано в 1835 году .
Рейнджеры принимали участие во многих важных событиях из истории Техаса и были вовлечены в некоторые известные уголовные дела, — такие, как розыск бандита Джона Хардина, розыск грабителя банков Сэма Бэсса и розыск знаменитых Бонни и Клайда. Иногда им приходилось обезвреживать даже местных шерифов.
В состав техасских рейнджеров некоторое время (1850-е гг.) входили и союзные индейцы, считавшиеся полноправными рейнджерами. Техасским рейнджером в 1878 году служил некий «русский дворянин» А. А. Рузин, погибший в стычке с индейцами апачи.
С 1935 года подразделение стало выполнять функции государственного Бюро расследований по штату Техас.
По состоянию на 1955 год, основным транспортом рейнджеров являлись автомашины (каждый из них имел служебную машину с радиостанцией), но также имелись лошади, пять бронемашин М8, два одномоторных самолёта и один 21-футовый моторный катер. В распоряжении каждого рейнджера имелось несколько единиц оружия - короткоствольное оружие (пистолет или револьвер), пистолет-пулемёт Томпсона и винтовка, однако единого перечня огнестрельного оружия для сотрудников установлено не было и каждый рейнджер мог использовать личное оружие. По этой причине, вместо стандартных пистолетов М1911А1 или рекомендованных для полиции револьверов .357 Magnum некоторые рейнджеры были вооружены оружием нестандартного образца (так, личным оружием одного из рейнджеров был пистолет Colt под патрон .38 Auto, а другой был вооружён револьвером под патрон .38-44).
14 января 1985 года на вооружение вооружённых сил США был принят пистолет "Beretta M92F", в том же 1985 году их начали использовать техасские рейнджеры.
Численность личного состава на 2009 год — 144 человека.

## Форма и значки

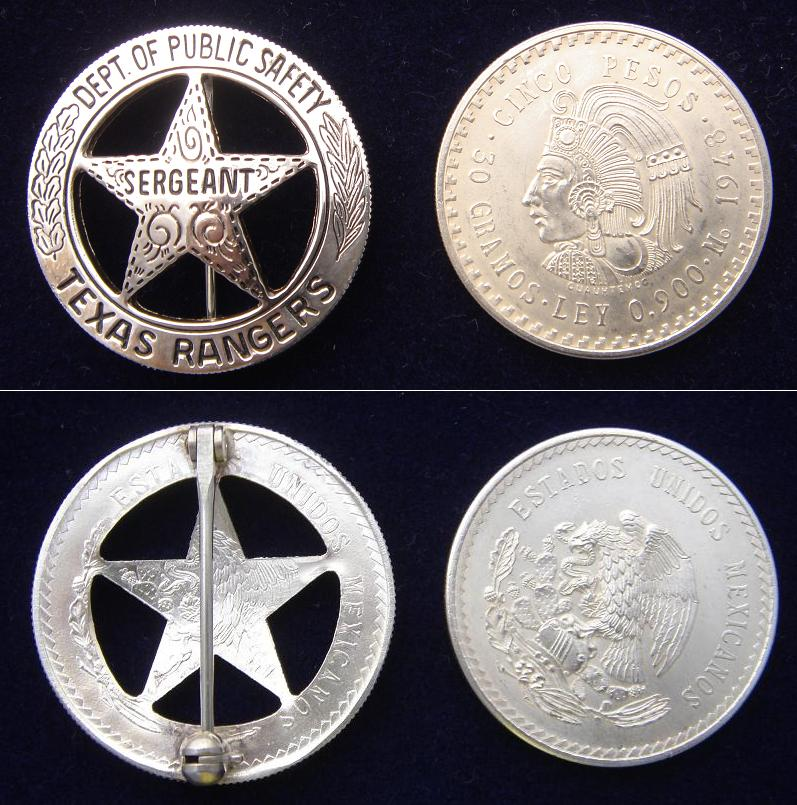
Значок техасских рейнджеров с 1962 г. по настоящее время и мексиканская серебряная монета, из которой его изготавливают.

Техасские рейнджеры носят два значка, один приколотый к рубашке, другой в кожаной обложке вместе со служебным удостоверением.
Неофициально некоторые рейнджеры носили значок по крайней мере с 80-х годов XIX века, но официальным знаком он стал только с 1930-x годов.
С 1962 г. значки, которые носят на рубашке, изготавливаются из мексиканских монет с содержанием серебра 90%  номиналом 5 песо 1947 или 1948 года (рейнджеры в звании капитана — из тех же монет позолоченные, или изготовленные из мексиканских монет с содержанием золота 90 % номиналом 50 песо 1947 года). Значок техасского рейнджера носит неофициальное название синко песо (англ. cinco peso), в переводе с испанского пять песо. На реверсе и гурте значка заметны следы чеканки монеты.
Современный значок представляет собой звезду («одинокая звезда») в кольце (колесе), традиционные для значка техасского рейнджера. Дубовая и оливковая ветви, изображённые на колесе, взяты с большой печати Техаса. В центре написано звание носящего значок, до 1970 г. в центре указывалось название территориального подразделения (англ. company).
Традиционно у техасских рейнджеров нет определённой формы для повседневного ношения, но на работе они обязаны придерживаться определённого дресс-кода, в котором предпочтение отдаётся одежде в стиле «вестерн» (если только это не мешает выполнению их прямых обязанностей). В специальных случаях (в операциях на мексиканской границе, боевых операциях, при ликвидации последствий стихийных бедствий и других чрезвычайных ситуаций) носится военная форма установленного образца.
Обычный гражданский костюм требуется в определённых случаях: появление в суде, органах законодательной власти, а также при охране губернатора и других представителей исполнительной власти.
Во время первой предвыборной кампании на пост президента США Джорджа Буша-младшего, бывшего тогда губернатором Техаса, его охраняли в том числе и техасские рейнджеры, одевавшиеся в обычную для них одежду в стиле «вестерн». Рассказывают, что во время одной из предвыборных встреч репортёры бросились брать интервью не у Буша, а у его охранников, «настоящих техасских рейнджеров». После этого случая рейнджеры стали одеваться в неприметную гражданскую одежду.

## Статистика потерь
Причины смерти следующие:
| Причина                                                        | Количество |
| -------------------------------------------------------------- | ---------- |
| Огнестрельное оружие                                           | 66         |
| Вооруженное нападение (множественные или невыясненные причины) | 24         |
| Болезнь, полученная во время выполнения служебных обязанностей | 7          |
| Огнестрельное оружие (несчастный случай)                       | 3          |
| Автомобильная авария                                           | 2          |
| Сбиты поездом                                                  | 2          |
| Утонули                                                        | 2          |
| Сбит автомобилем                                               | 1          |
| Холодное оружие                                                | 1          |

Первые 27 рейнджеров погибли с 1837 по 1855 год в стычках с индейцами, в которых иногда участвовали и мексиканцы. В последующие годы в стычках с индейцами погибло ещё 10 рейнджеров. С 1931 до 1978 года не было ни одного случая гибели рейнджера от рук преступников (происходили только несчастные случаи во время исполнения служебных обязанностей). Последний смертельный случай произошел в 1987 году при освобождении похищенной девочки. 60 из 108 рейнджеров погибли, не прослужив и года.